# Římskokatolická farnost Velké Bílovice
Římskokatolická farnost Velké Bílovice je jedno z územních společenství římských katolíků brněnské diecéze v děkanství břeclavském s farním kostelem Narození Panny Marie.

## Území farnosti
- Velké Bílovice s farním kostelem Narození Panny Marie.
- Moravský Žižkov s filiálním kostelem Panny Marie Vítězné a kaplí sv. Floriána.

## Historie farnosti
První písemná zmínka o obci pochází z roku 1306. V 16. století zde majitelé obce Žerotínové postavili bratrskou kapli. Ta po třicetileté válce postupně zchátrala. Na jejím místě byl v letech 1764-1765 postaven nový barokní kostel.

## Duchovní správci
Více než 20 let (v letech 1916 až 1937) působil ve Velkých Bílovicích R. D. Felix Čeloud (nejdříve jako administrátor, později jako děkan). Podílel se mimo jiné na rozvoji aktivit místního Orla. Významná byla jeho budovatelská činnost při opravách kostela a fary. Nechal opravit varhany a inicioval rozsáhlé opravy kostela v roce 1927 (uskutečnila se výměna oken, oprava křížové cesty a oltáře, byla položena nová dlažba). 
Od 1. srpna 1998 zde byl farářem R. D. Mgr. Libor Salčák. Ten byl zároveň od 28. srpna 2008 administrátor excurrendo ve farnosti Zaječí. Zemřel 19. prosince 2019  a na jeho místo byl k 13. ledna 2020 jako administrátor dosazen R. D. Mgr. Pavel Römer (přišel z farnosti Lanžhot; kde zůstal materiálním správcem až do konce r. 2021). Současným farářem je od 2. srpna 2020 děkan břeclavský R. D. ThLic. Josef Chyba, přišel z farnosti Břeclav.

## Bohoslužby
Údaje aktuální k 13. 1. 2020.
| Kostel               | Fotografie | Místo           | Bohoslužba (den)                           | Hodina                  | Poznámka        |
| -------------------- | ---------- | --------------- | ------------------------------------------ | ----------------------- | --------------- |
| Narození Panny Marie |            | Velké Bílovice  | neděle pondělí středa čtvrtek pátek sobota | 7:30 a 10:30 18:00 7:30 | farní kostel    |
| Panny Marie Vítězné  |            | Moravský Žižkov | neděle středa pátek                        | 9:00 17:00              | filiální kostel |

## Aktivity farnosti
Ve moravskožižkovské části farnosti byl v roce 2002 vysvěcen nově postavený kostel Panny Marie Vítězné.
Den vzájemných modliteb farností za bohoslovce a bohoslovců za farnosti brněnské diecéze i Adorační den připadá na 7. července.
Ve farnosti se pravidelně koná tříkrálová sbírka. V roce 2015 se při ní vybralo ve Velkých Bílovicích 117 267 korun a v Moravském Žižkově 23 758 korun. O rok později dosáhl výtěžek sbírky ve Velkých Bílovicích 124 523 korun a v Moravském Žižkově 28 140 korun.